# 冷笑話
冷笑话 （英語：Bad pun，或 ），即失敗笑话，或稱爛哏（爛梗），是指笑话本身因為無聊、谐音字、翻译、或省去主语、不同逻辑、断语或特殊內容等问题，或由于表演者语氣或表情等原因，导致一个笑话不能達到好笑的目的，較难引人發笑而成冷場。但这不一定代表笑話本身沉悶，它也可能是幽默的一種特別表現形式。听眾在听到冷笑话時可能有所配合，比如会心微笑，有時會作出双臂抱紧的動作表示「好冷啊」，或与冷语意相关的说话與表現，如打冷顫、溫度、空调或炎熱天气等等。
有的冷笑话只因表现的问題，经重新构構思表现后，可以再發掘不少微妙之處，有時提出冷笑话不好笑也是该笑话另一笑点（同時简單而很好的扭转气氛），冷笑话现在广泛流行于互联网、电视节目（综艺节目）、书籍、杂志等媒体之中，坊間亦不乏冷笑话的高手。在公司、學校也有人會讲冷笑話來调剂生活。
冷笑话语用分析：冷笑话是不同于幽默的，它有自身的特点，在此基础上，根据冷笑话的制笑机制不同，对其进行了分类，并试着解读了冷笑话的制笑模式。
由于冷笑话大多无聊，内容奇怪，实用意义不大，所以有的人听得冷笑话越多就越不冷。当听者，对冷笑话怀有消极态度时，听者在听完前半部分的内容时心理会暗示，这个笑话将会出现一个极其无聊，极其不好笑的“后半部分”。

## 双关语冷笑话
双关语（日語：駄洒落）是一种日文文字游戏，即利用不同文字的相同发音来讲简单的笑话。驮洒落可能是日語食字冷笑话的由來。

## 早期現代冷笑话
早期冷笑話是指在1998年至2000年期間的冷笑話，在當時並沒有「冷笑話」一詞。
而「冷笑話」這個詞的出現，是2001年後的事。在華人藝人吳宗憲的節目裡，當有某人說了什麼不好笑、又自以為好笑的事情，他就會說一句「好冷喔」，還做出滑雪的動作。由此研判，冷笑話的「冷」原義是指「冷場」。換句話說，如果某個笑話能讓人完全不笑，或因笑話本身的無聊造成效果，那就是一個成功的冷笑話。而真正掀起冷笑话的「冷」潮和网路大有关係。数年前，一篇「偽」新闻在各大学BBS流傳，大學生拚命转寄的原因是，這篇报导指出大陸官方禁止一個笑话，笑話是這麼說的：「一隻北極熊在寒地裡拔毛，拔完就說了句：『喔，好冷。』」北極熊創造的效果特強，冷笑話就這樣流行起來，其中大多是網友的創意。

### 结构
冷笑話主要分為三種，第一種是敘事結構，就是由講者說講述一個故事；第二種是問答結構，由講者發問一個問題，然後再由聽眾猜答案；第三種是短句結構，就是在談話中無聊地加入一兩句和目前談話內容有關的冷笑話。
- 敘事结构例子：

小企鵝有一天問他奶奶，“奶奶奶奶，我是不是一隻企鵝啊？”“是啊，你當然是企鵝。 ”小企鵝又問爸爸，“爸爸爸爸，我是不是一隻企鵝啊？ ”“是啊，你是企鵝啊，怎麼了?”“可是，可是我怎麼觉得那么冷呢？”
- 問答結構例子：

问：当你看完A片後要做什麼？
答：看B片（一般市面上販售之VCD 分A、B 碟）
- 直敘结构例子：

你知道无能为力是什么感觉吗？就是你牙缝里有菜，你的舌头知道在哪里却死活够不出来的那种感觉就是！别说话..我知道你中招了！
- 谐音例子

小明在補習班暗恋一個名叫娜娜的女生，大家都給她個绰号叫她「香蕉」，小明很好奇為什麼要叫她香蕉，就主動問娜娜，“你是不是很喜歡吃香蕉？”，娜娜回“我不喜歡香蕉”，小明問“那為什麼大家都叫你香蕉” 娜娜沉默了一下後回...“因為我姓芭”（芭娜娜，音同banana）。
- 双关语例子

每一次看到你都让我想起两个城市：大连 （音同“大脸”）、太原（音同“太圆”）
但冷笑话並不是代表是IQ题，真正的IQ题，在问题和答案之間是有著一定关联，而往往只會得唯一的答案。而冷笑话，部份是以濫用谐音而成，所谓的答案有時亦十分牽強；另外的，有些冷笑话更是先有答案，然後再填上问題，為“烂”而“烂”。
从说话人的意图来看，幽默是为了娱乐听话人，让听话人觉得好笑，呵呵一笑之后达到说话人活跃气氛，或是吸引注意力的目的。和幽默相比，冷笑话有其自身的特点，从冷笑话内部的矛盾到冷笑话的意图都反映出和幽默的不同之处。

### 形式
以下例子是運用所謂的「不同逻辑」及歧视而成的冷笑话：
- 達文西密碼上面是什麼？〈答案：達文西账号，通常帐号之下為密码〉

以下例子是运用谐音或所谓的「食字」而成的冷笑话：
- 巴斯光年殺掉龙之後变了什么？〈答案：撒隆（杀龙）巴斯〉

以下例子是運用無聊而成的冷笑話：
- 猜一句英文：「ABABBBAAAAAABBBABAAAABBBBAABBBAAAAA」？〈答案：Long time no C（see）〉
- 肌肉是甚麼做的？答：當然是鸡肉做的啊...（諧音）